# 장덕중학교
장덕중학교(長德中學校)는 대한민국 광주광역시 광산구 장덕동에 위치한 공립 중학교이다.

## 학교 연혁
- 2010년 12월 31일 : 장덕중학교 설립 인가
- 2011년 3월 1일 : 초대 장기석 교장 취임
- 2011년 3월 2일 : 제1회 입학식(10학급 345명)
- 2014년 2월 11일 : 제1회 졸업식(10학급 385명)
- 2025년 1월 10일 : 제12회 졸업식 (12학급 326명)
- 2025년 3월 1일 : 제6대 박은숙 교장 취임
- 2025년 3월 4일 : 제15회 입학식 (12학급 338명)

## 참고 자료
- 장덕중학교 - 한국교육학술정보원 학교알리미